# Campionati mondiali di sci alpino 1974
I Campionati mondiali di sci alpino 1974, 23ª edizione della manifestazione organizzata dalla Federazione internazionale sci, si svolsero in Svizzera, a Sankt Moritz, dal 3 al 10 febbraio. Il programma incluse gare di discesa libera, slalom gigante, slalom speciale e combinata, sia maschili sia femminili.

## Organizzazione e impianti
Le gare si disputarono sulle piste Corviglia/Suvretta e Piz Nair.

## Risultati

### Uomini

#### Discesa libera
| Pos. | Atleta          | Nazione       | Tempo   |
| ---- | --------------- | ------------- | ------- |
| 1    | David Zwilling  | Austria       | 1:56,98 |
| 2    | Franz Klammer   | Austria       | 1:58,01 |
| 3    | Willi Frommelt  | Liechtenstein | 1:58,16 |
| 4    | Karl Cordin     | Austria       | 1:58,25 |
| 5    | Giuliano Besson | Italia        | 1:58,43 |
| 6    | Manfred Grabler | Australia     | 1:58,46 |
| 7    | Stefano Anzi    | Italia        | 1:58,48 |
| 8    | Dave Murray     | Canada        | 1:58,60 |
| 9    | Walter Vesti    | Svizzera      | 1:58,61 |
| 10   | Erik Håker      | Norvegia      | 1:58,70 |

Data: 9 febbraio

Ore: 12.00 (UTC+1)

Pista: Piz Nair

Lunghezza: 3 210 m

Dislivello: 805 m

Porte: 26

Tracciatore: 

#### Slalom gigante
| Pos. | Atleta             | Nazione        | Tempo   |
| ---- | ------------------ | -------------- | ------- |
| 1    | Gustav Thöni       | Italia         | 3:07,92 |
| 2    | Hansi Hinterseer   | Austria        | 3:08,84 |
| 3    | Piero Gros         | Italia         | 3:08,91 |
| 4    | Helmuth Schmalzl   | Italia         | 3:10,37 |
| 5    | Engelhard Pargätzi | Svizzera       | 3:11,58 |
| 6    | Erwin Stricker     | Italia         | 3:11,59 |
| 7    | Josef Pechtl       | Austria        | 3:12,39 |
| 8    | Max Rieger         | Germania Ovest | 3:12,51 |
| 9    | Ingemar Stenmark   | Svezia         | 3:13,51 |
| 10   | Franz Klammer      | Austria        | 3:13,89 |

1ª manche:

Data: 4 febbraio

Ore: 9.30 (UTC+1)

Pista: Corviglia/Suvretta

Dislivello: 405 m

Porte: 65

Tracciatore: Marcel Savioz (Svizzera)

2ª manche:

Data: 5 febbraio

Ore: 13.00 (UTC+1)

Pista: Corviglia/Suvretta

Dislivello: 405 m

Porte: 66

Tracciatore: Hank Tauber (Stati Uniti)

#### Slalom speciale
| Pos. | Atleta                    | Nazione        | Tempo   |
| ---- | ------------------------- | -------------- | ------- |
| 1    | Gustav Thöni              | Italia         | 1:49,98 |
| 2    | David Zwilling            | Austria        | 1:50,76 |
| 3    | Francisco Fernández Ochoa | Spagna         | 1:51,56 |
| 4    | Gérard Bonnevie           | Francia        | 1:52,24 |
| 5    | Walter Tresch             | Svizzera       | 1:52,63 |
| 6    | Gudmund Söderin           | Svezia         | 1:54,88 |
| 7    | Andrzej Bachleda          | Polonia        | 1:55,66 |
| 8    | Wolfgang Junginger        | Germania Ovest | 1:55,72 |
| 9    | Philippe Barroso          | Francia        | 1:55,99 |
| 10   | Russell Goodman           | Canada         | 1:57,04 |

Data: 10 febbraio

Pista: Corviglia/Suvretta

Dislivello: 225 m

1ª manche:

Ore: 9.00 (UTC+1)

Porte: 75

Tracciatore: Oreste Peccedi (Italia)

2ª manche:

Ore: 12.00 (UTC+1)

Porte: 68

Tracciatore: Ernst Hinterseer (Austria)

#### Combinata
| Pos. | Atleta                   | Nazione        |
| ---- | ------------------------ | -------------- |
| 1    | Franz Klammer            | Austria        |
| 2    | Andrzej Bachleda         | Polonia        |
| 3    | Wolfgang Junginger       | Germania Ovest |
| 4    | Miloslav Sochor          | Cecoslovacchia |
| 5    | Seppo Leppäniemi         | Finlandia      |
| 6    | Maciej Gąsienica Ciaptak | Polonia        |
| 7    | Dušan Gorišek            | Jugoslavia     |
| 8    | Roman Dereziński         | Polonia        |
| 9    | Ossi Marxer              | Liechtenstein  |
| 10   | Dan Cristea              | Romania        |

Data: 3-10 febbraio

Classifica stilata attraverso i piazzamenti
ottenuti in discesa libera, slalom gigante e slalom speciale

### Donne

#### Discesa libera
| Pos. | Atleta                | Nazione  | Tempo   |
| ---- | --------------------- | -------- | ------- |
| 1    | Annemarie Moser-Pröll | Austria  | 1:50,84 |
| 2    | Betsy Clifford        | Canada   | 1:51,78 |
| 3    | Wiltrud Drexel        | Austria  | 1:52,15 |
| 4    | Monika Kaserer        | Austria  | 1:52,40 |
| 5    | Marie-Theres Nadig    | Svizzera | 1:52,47 |
| 6    | Cristina Tisot        | Italia   | 1:52,52 |
| 7    | Kathy Kreiner         | Canada   | 1:52,81 |
| 8    | Toril Førland         | Norvegia | 1:53,07 |
| 9    | Judy Crawford         | Canada   | 1:53,12 |
| 10   | Fabienne Serrat       | Francia  | 1:53,46 |

Data: 7 febbraio

Ore: 12.00 (UTC+1)

Pista:

Lunghezza: 2 400 m

Dislivello: 575 m

Porte: 23

Tracciatore: 

#### Slalom gigante
| Pos. | Atleta                | Nazione        | Tempo   |
| ---- | --------------------- | -------------- | ------- |
| 1    | Fabienne Serrat       | Francia        | 1:43,18 |
| 2    | Traudl Treichl        | Germania Ovest | 1:43,72 |
| 3    | Jacqueline Rouvier    | Francia        | 1:43,81 |
| 4    | Annemarie Moser-Pröll | Austria        | 1:44,24 |
| 5    | Monika Kaserer        | Austria        | 1:44,35 |
| 6    | Barbara Cochran       | Stati Uniti    | 1:44,51 |
| 7    | Hanni Wenzel          | Liechtenstein  | 1:44,55 |
| 8    | Marilyn Cochran       | Stati Uniti    | 1:44,73 |
| 9    | Judy Crawford         | Canada         | 1:44,77 |
| 10   | Brigitte Schroll      | Austria        | 1:45,01 |

Data: 3 febbraio

Pista: 

Dislivello: 405 m

Ore: 12.00 (UTC+1)

Porte: 65

Tracciatore: 

#### Slalom speciale
| Pos. | Atleta             | Nazione        | Tempo   |
| ---- | ------------------ | -------------- | ------- |
| 1    | Hanni Wenzel       | Liechtenstein  | 1:34,63 |
| 2    | Michèle Jacot      | Francia        | 1:35,15 |
| 3    | Lise-Marie Morerod | Svizzera       | 1:35,29 |
| 4    | Fabienne Serrat    | Francia        | 1:35,61 |
| 5    | Claudia Giordani   | Italia         | 1:36,19 |
| 6    | Rosi Mittermaier   | Germania Ovest | 1:36,39 |
| 7    | Monika Kaserer     | Austria        | 1:36,61 |
| 8    | Toril Førland      | Norvegia       | 1:36,72 |
| 9    | Conchita Puig      | Spagna         | 1:37,98 |
| 10   | Pamela Behr        | Germania Ovest | 1:38,23 |

Data: 8 febbraio

Pista: Corviglia/Suvretta

Dislivello: 135 m

1ª manche:

Ore: 10.00 (UTC+1)

Porte: 52

Tracciatore: Klaus Mayr (Germania Ovest)

2ª manche:

Ore: 13.00 (UTC+1)

Porte: 52

Tracciatore: Gaston Perrot (Francia)

#### Combinata
| Pos. | Atleta            | Nazione       |
| ---- | ----------------- | ------------- |
| 1    | Fabienne Serrat   | Francia       |
| 2    | Hanni Wenzel      | Liechtenstein |
| 3    | Monika Kaserer    | Austria       |
| 4    | Judy Crawford     | Canada        |
| 5    | Toril Førland     | Norvegia      |
| 6    | Anette Schaumburg | Norvegia      |
| 7    | Siri Møling       | Norvegia      |
| 8    | Valentina Iliffe  | Gran Bretagna |
| 9    | Mitsuyo Nagumo    | Giappone      |
| 10   | Irena Jež         | Jugoslavia    |

Data: 3-8 febbraio

Classifica stilata attraverso i piazzamenti
ottenuti in discesa libera, slalom gigante e slalom speciale

## Medagliere per nazioni
| Pos. | Nazione        | Oro | Argento | Bronzo | Totale |
| ---- | -------------- | --- | ------- | ------ | ------ |
| 1    | Austria        | 3   | 3       | 2      | 8      |
| 2    | Francia        | 2   | 1       | 1      | 4      |
| 3    | Italia         | 2   | 0       | 1      | 3      |
| 4    | Liechtenstein  | 1   | 1       | 1      | 3      |
| 5    | Germania Ovest | 0   | 1       | 1      | 2      |
| 6    | Canada         | 0   | 1       | 0      | 1      |
| 6    | Polonia        | 0   | 1       | 0      | 1      |
| 8    | Spagna         | 0   | 0       | 1      | 1      |
| 8    | Svizzera       | 0   | 0       | 1      | 1      |